# 日本のホラー
日本のホラー（にほんのホラー）では、日本で制作されたホラー作品について記述する。日本のホラーは、一般的には西洋の伝統的なホラーの表現とは異なる独特なテーマの表現で知られている。日本のホラーはサイコロジカルホラーやサスペンス、そして特に幽霊やポルターガイストといった超自然的な現象に焦点を当てる傾向があり、また憑依、エクソシスム、シャーマニズム、予知、妖怪といった民間信仰のテーマが含まれている。日本のホラーは絵画、演劇、小説、映画、漫画、アニメ、コンピュータゲームなど、様々なメディアで見ることができる。特に日本のホラー映画は「Jホラー」と呼ばれることもある。

## 起源
日本のホラーの起源は、江戸時代や明治時代の怪談まで遡る。このような大衆向けの民話の要素は、特に幽霊や妖怪の伝統的な物語として様々な形で頻繁に用いられている。「妖怪」という単語は当初、あらゆる超常現象を表す言葉であり、明治時代に学者の井上円了によって一般的に用いられるようになった。印刷技術が発明された後の日本では、文字で書かれた物語が広まったことで怪談は大衆向けのものになった。初期の怪談には浅井了意の『伽婢子』、鈴木正三の『因果物語』、荻田安静の『宿直草』などがある。
その後、妖怪という単語は、神社の周辺に住む人々によって軽蔑されたり無視されたりした時の神道の神が、姿を変えて報復的になった状態を指すようになった。時が経つにつれて、妖怪に姿を変えるのは神道の神だけではなくなっていったが、この姿を変える能力は周囲に暴走したエネルギーがある物の怪と呼ばれる存在全てに当てはまるようになった。

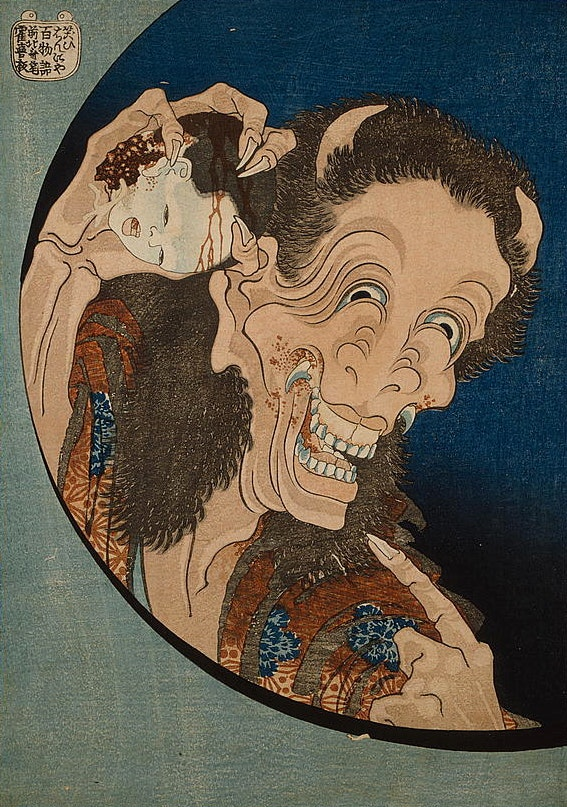
葛飾北斎『笑ひはんにや』

日本の伝統的な演劇の一種である歌舞伎や能では、復讐や恐ろしい風貌といった恐怖の物語がよく描かれる。能は堅苦しく、上流階級を対象にしているのに対して、歌舞伎は双方向性があり「民衆の演劇」だと見なされているという違いがある。初代の能でよく表現されていた題材として、怨霊、鬼、死などがある。これらの伝統的な演劇のストーリーの多くは、現代のホラー描写に影響を与えており、日本のホラー映画の材料として用いられてきた。歌舞伎は初期の日本映画の主要な題材であり、現代のホラー映画の枠組みに徐々に取り入れられていった。
民芸における日本のホラーの要素は、18世紀の芸術家である葛飾北斎の作品で表現されている。ホラー作品の分野では、北斎は怪談を語る伝統的な遊びに基づいた『百物語』と呼ばれるシリーズを制作し、幽霊や怪物といった存在を描いた。現在存在することが知られている版画は5枚だけだが、この時代の民間伝承から生まれた有名な怪談を示している。この中には殺害後に井戸に投げこまれ、殺した者を苦しめるために手足のない状態で井戸から上ってきた召使いの女性である「お菊」の幽霊も含まれている。この特定の民間伝承の周辺にある伝統的なイメージは『リング』に影響を与えたと考えられている。『百物語』のその他の絵には、「お岩」や「小幡小平次」の幽霊などがある。お岩の物語は裏切りと復讐を中心にしており、献身的な妻が低俗な夫に殺害されると、妻の亡霊が現れて夫を苦しめ、惑わせるという内容だった。お岩は、夫が殺害するために使用した毒によって醜くなった女性の姿で描かれている。また、小幡のイメージは、妻が彼を殺害しようと企んだことで殺害された俳優の話をもとに描かれている。妻の愛人は釣り旅行に出かけた小幡を溺死させており、北斎は漁網に捕らえられ、腐敗して白骨化した小幡の魂を描いている。

## 日本のホラー映画

### 歴史

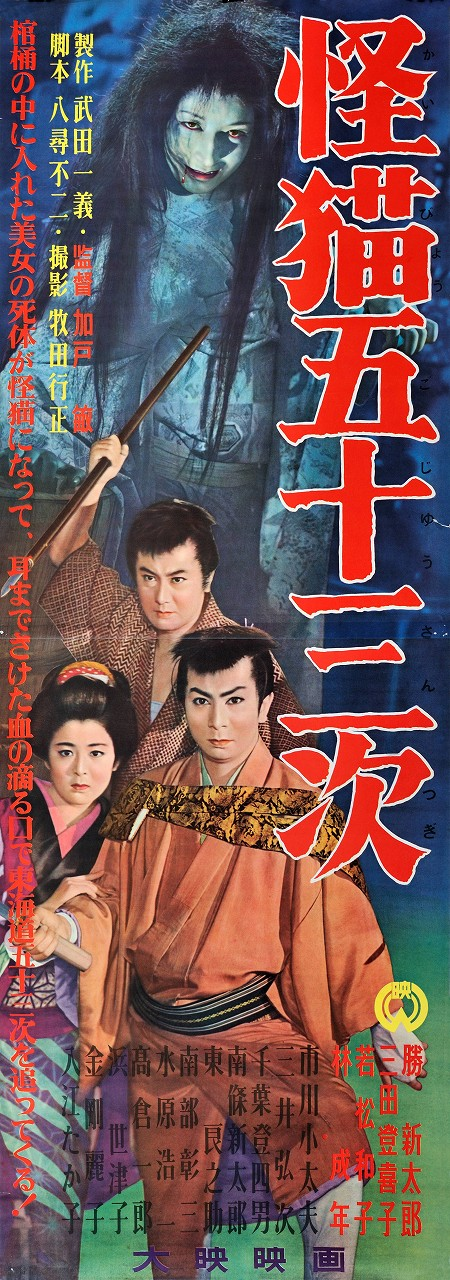
『怪猫五十三次』（1956年）

1945年に日本への原子爆弾投下が行われると、日本のホラー映画は1954年に始まった『ゴジラ』シリーズを始めとして、主に復讐の幽霊、放射線による突然変異体、怪獣などで構成されるようになった。戦後は日本でもホラーのジャンルが注目されるようになった時代である。最初期の日本のホラー映画として、新藤兼人監督の『鬼婆』（1964年）がある。『鬼婆』は、女性と義母が戦乱中に生き残ろうとする歴史ホラードラマに分類される。多くの初期ホラー映画と同様に、伝統的な歌舞伎や能の演劇から主な要素が引き出されている。『鬼婆』は第二次世界大戦からも大きな影響を受けている。新藤自身は、正体を現すシーンで用いられたメイクについて、原子爆弾により損傷した被爆者の写真にヒントを得たと明かしている。1965年には、伝統的な怪談を基にした4つの物語で構成された小林正樹監督のアンソロジー映画『怪談』が公開された。『鬼婆』と同様に、『怪談』にも能の要素が取り入れられている。『怪談』では、西洋のホラー映画で主流なジャンプスケアよりも、サイコロジカルホラーの要素が多く用いられている。さらに、『怪談』には多数の日本のホラー映画で登場する、長い乱れた髪を顔の前に垂らした女性の姿を見ることができる。『怪談』の後に制作された『リング』（1998年）、『THE JUON/呪怨』（2004年）、『エクステ』（2007年）などの映画にもこのモチーフが取り入れられている。このイメージは、メドゥーサに似た日本の伝統的な民話から直接取られたものである。
1980年代には鶴田法男を中心に、血みどろのスラッシャー映画や暴力的なスペクタクル映画から、スリリングで独特の雰囲気がある映画へと変わっていった。鶴田が企画した1991年と1992年の『ほんとにあった怖い話』シリーズの影響で、「Jホラー」とも呼ばれるこのような映画は明確に変化していった。
1980年代以降の日本のホラー映画では、幽霊屋敷や核家族の崩壊が主なテーマとなっている。また、映画だけではなく日本のホラー小説でも、極悪非道の母親は主要なテーマである。黒沢清監督の映画『スウィートホーム』（1989年）はその後の幽霊屋敷映画の基礎となり、コンピュータゲーム『バイオハザード』シリーズのモデルにもなった。日本の文化では家族での生活がより重視されるようになり、目上の人への忠誠はあまり重視されなくなっていったため、家族を崩壊させるような行為はどのようなものであれ恐ろしいものになり、日本のホラー作品で一層関心を集めるテーマになった。

### 影響
『リング』（1998年）は洋画に大きな影響を与え、西洋ではカルト的な人気を得た。1980年代から1990年代にかけて、ハリウッドのホラー映画の大半は、暴力・流血シーンやショックを与える演出を中心としたスラッシャー映画に分類されるものであった。アメリカで『ブレア・ウィッチ・プロジェクト』が公開されるのとほぼ同時期に日本で公開された『リング』は、ホラーに対してより控えめな接し方をとり、恐怖の多くを観客の想像に委ねたことで、このジャンルの活性化に助力した。『リング』の影響で日本映画全般、特に日本のホラー映画に対して世界中が関心を持つようになり、西洋では「Jホラー」という単語が作られるまでに発展した。この「新しいアジアのホラー」は『呪怨』や『仄暗い水の底から』などでさらなる成功を収めた。このブームにより、日本の作品だけではなく、韓国の『箪笥』や香港の『the EYE 【アイ】』など、その他の東アジアの国で制作された同様の映画も注目を集めた。
2000年代初頭以降、人気を博した日本のホラー映画が英語で複数リメイクされた。『リング』は『ザ・リング』としてリメイクされ、その続編として『ザ・リング2』が制作された。その他のリメイクされたホラー映画として、『THE JUON/呪怨』（2004年）、『ダーク・ウォーター』（2005年）、『ワン・ミス・コール』（2008年）などがある。
英語でリメイクされた日本のホラー映画のうち、『ザ・リング』や『THE JUON/呪怨』は高く評価されることもあるが、それ以外の大半は低い評価を受けている。『ワン・ミス・コール』はRotten Tomatoesで批評家による支持率が0%となり、"the Moldy Tomato Award" を獲得するなど、最も悪い評価を受けた。The Ring 3D はパラマウント・ピクチャーズから2010年に認可を得て、後に『ザ・リング/リバース』として2017年に公開された。
日本のホラー映画を制作した監督は、英語でのリメイク版の監督を務めることもある。例えば、『リング』の監督を務めた中田秀夫は、リメイク版の『ザ・リング2』の監督も務めている。また、『呪怨』シリーズの監督を務めた清水崇も、『THE JUON/呪怨』やその続編の『呪怨 パンデミック』の監督を務めた。
アジアの他の国も日本のホラー映画をリメイクしており、例えば、韓国では『リング』のリメイクとして『リング・ウイルス』が制作された。

## その他のサブジャンル

### 怪獣
初期に影響を与えた日本のホラー映画は怪獣をモチーフにした映画で、1954年に第1作目『ゴジラ』が公開された『ゴジラ』シリーズが最もよく知られている。1973年に行われた最も人気のある映画の怪物を決める投票では、ドラキュラ伯爵、キングコング、狼男、ミイラ男、ギルマン、フランケンシュタインの怪物などを抑えて、ゴジラが1位になった。
『怪獣王ゴジラ』（1956年）は、北米の市場向けに初代『ゴジラ』をアメリカ風に再編集したもので、特に若いころのスティーヴン・スピルバーグに影響を与えた。スピルバーグは、『ゴジラ』について「全ての恐竜映画の中で最も優れている」と述べ、その理由を「実際に起こっていると信じ込ませた」からと説明した。映画監督のマーティン・スコセッシやティム・バートンも、『ゴジラ』を刺激を受けた作品として挙げている。

### ゾンビ
日本にもゾンビを題材にした作品は多数存在する。大量の流血や暴力がある最初期の日本のゾンビ映画として、小水一男が監督を務めた『バトルガール Tokyo Crisis Wars』（1991年）があるが、これは興行収入の面では大きな反響を得ることはできなかった。多くの映画製作会社がゾンビ映画に費用を出すようになったのは、1996年に日本のゾンビゲームであるカプコンの『バイオハザード』やセガの『ザ・ハウス・オブ・ザ・デッド』が発売されてからであり、この成功によってゾンビ作品の国際的な流行が起こった。『ザ・ハウス・オブ・ザ・デッド』シリーズは、ジョージ・A・ロメロが確立させた動きが遅いゾンビだけではなく、高速で走る新しいタイプのゾンビも登場させた。
キム・ニューマンの著書『ナイトメア・ムービーズ』によると、1990年代後半に「ゾンビの再流行は極東で始まった」が、これは上記の2つのゲームに影響を受けている。これらのゲームの成功に触発されて、アジアではゾンビコメディ映画『バイオ・ゾンビ』（1998年）や、アクション映画『VERSUS』（2000年）などのゾンビ映画が制作された。『バイオハザード』より後に公開されたゾンビ映画はゾンビのコンピュータゲームの影響を受けており、ジョージ・A・ロメロの映画と比較してアクションを重視している。
日本のゾンビゲーム『バイオハザード』や『ザ・ハウス・オブ・ザ・デッド』の世界的な成功により、極東で始まったゾンビの再流行は世界中に広まった。これらは大衆文化におけるゾンビのジャンルの再流行を引き起こし、2000年代初頭には再びゾンビ映画が世界的に関心を集めることになった。2002年以降、『バイオハザード』や『ハウス・オブ・ザ・デッド』が映画化されたことに加えて、元のコンピュータゲーム自体も『28日後...』（2002年）や『ショーン・オブ・ザ・デッド』（2004年）などのゾンビ映画に影響を与え、2000年代のゾンビ映画の再流行に繋がった。2013年にジョージ・A・ロメロは、自身のゾンビの概念を21世紀初頭の大衆文化に広めたコンピュータゲームは、他の何よりも『バイオハザード』や『ザ・ハウス・オブ・ザ・デッド』であると話した。『ザ・ハウス・オブ・ザ・デッド』に登場した高速で走るゾンビは、2000年代の様々なゾンビ映画でも見られるようになった。
低予算で制作された日本のゾンビコメディ映画『カメラを止めるな!』（2017年）は世界中で高い評価を受け、予算の1000倍以上の興行収入を記録した。

## その他のメディア

### 漫画・アニメ
1960年代から1970年代にかけて、水木しげるの『ゲゲゲの鬼太郎』や永井豪の『デビルマン』などのホラー漫画が連載された。1980年代以降は『ハロウィン』、『サスペリア』、『ホラーM』など、ホラー漫画を中心とした漫画雑誌も刊行されるようになった。
ホラーアニメの例として『妖怪人間ベム』、『地獄少女』、『闇芝居』などがある。

### コンピュータゲーム
ホラーに分類される日本のコンピュータゲームとして『バイオハザード』、『ザ・ハウス・オブ・ザ・デッド』、『SIREN』、『悪魔城ドラキュラ』、『サイレントヒル』、『零』などがある。